# Muzat (rivière)
La Muzat (chinois : 木扎尔特河 ; pinyin : mùzāěrtè hé ou (木扎提河, mùzātí hé ; Ouïghour arabe : مۇزارت دەرياسى, Ouïghour cyrillique : Музәт Дәряси, EOL : Muzet Deryesi) est une rivière de la Préfecture d'Aksou, dans la région autonome du Xinjiang en République populaire de Chine.